# قرار مجلس الأمن التابع للأمم المتحدة رقم 1288
قرار مجلس الأمن التابع للأمم المتحدة رقم 1288، المتخذ بالإجماع في 31 كانون الثاني / يناير 2000، بعد التذكير بالقرارات السابقة بشأن إسرائيل ولبنان، بما في ذلك القرارات 425 (1978) و426 (1978) و501 (1982) و508 (1982) و509 (1982) و520 (1982) بالإضافة إلى دراسة تقرير الأمين العام عن قوة الأمم المتحدة المؤقتة في لبنان (يونيفيل)، قرر المجلس تمديد ولاية اليونيفيل لستة أشهر أخرى حتى 31 يوليو 2000.
وأعاد المجلس التأكيد على ولاية القوة وطلب من الأمين العام مواصلة المفاوضات مع الحكومة اللبنانية والأطراف الأخرى المعنية فيما يتعلق بتنفيذ القرارين 425 (1978) و426 (1978) وتقديم تقرير عن ذلك.
وتم إدانة جميع أعمال العنف ضد اليونيفيل وحث الأطراف على وقف الهجمات ضد القوة. كان الأمين العام كوفي عنان قد أفاد بانخفاض القتال بين الجيش الإسرائيلي وجيش لبنان الجنوبي وحزب الله في جنوب لبنان. في تطور سياسي مهم، بدأت المحادثات بين إسرائيل وسوريا تحت رعاية الولايات المتحدة. تم تشجيع المزيد من الوفورات بشرط ألا تؤثر على القدرة التشغيلية للعملية.

## روابط خارجية
- نص القرار في undocs.org